# Faucherea manongarivensis
Faucherea manongarivensis är en tvåhjärtbladig växtart som beskrevs av Aubrev. Faucherea manongarivensis ingår i släktet Faucherea och familjen Sapotaceae. Inga underarter finns listade i Catalogue of Life.